# Skłodowskit
Skłodowskit (shinkolobwit, chinkolobwit) – minerał z gromady krzemianów. Należy do grupy minerałów bardzo rzadkich.
Nazwany na cześć Marii Skłodowskiej-Curie. Druga jego nazwa jest utworzona od francuskiej nazwy jednego ze złóż, w których został odnaleziony, Shinkolobwe w Kongo.

## Charakterystyka

### Właściwości
Zazwyczaj tworzy kryształy o pokroju słupkowym, igiełkowym, włosowym.
Występuje w skupieniach promienistych, włóknistych, sferolitycznych. Jest kruchy i przeświecający. Jest minerałem silnie promieniującym (bogaty w tlenek uranu – do 68% UO₃). Należy przechowywać go w szczelnych ołowianych pojemnikach.

### Występowanie
Powstaje jako minerał wtórny złóż uranu – w jego strefie utleniania.
Miejsca występowania:
- Na świecie: Kanada – Saskatchewan (kopalnia Nicholson, jezioro Athabaska), Czechy – Jáchymov. Znaleziony w złożach uranu w Katandze – złoża Shinkolobwe.
- W Polsce został znaleziony w Kowarach.

### Zastosowanie
- ma znaczenie naukowe,
- interesuje kolekcjonerów.